# Bojnaja
Bojnaja är ett vattendrag i Belarus. Det ligger i den centrala delen av landet, 90 km väster om huvudstaden Minsk.
Omgivningarna runt Bojnaja är en mosaik av jordbruksmark och naturlig växtlighet. Runt Bojnaja är det ganska glesbefolkat, med 32 invånare per kvadratkilometer.